# 蓬夫尔
蓬夫尔（字面意思是“野花”；1899年7月19日—1979年2月9日），印度孟加拉语作家，原名伯拉伊贾德·穆克吉（বলাইচাঁদ মুখোপাধ্যায়）。

## 生平
伯拉伊贾德·穆克吉於1899年7月19日出生在比哈爾邦布尔尼亚县的莫尼哈里村。他是村中外科医生萨蒂亚查兰·穆克吉和Mrinalini Devi的儿子。在1914年，他进入Sahebgunge鐵路學校就读。 穆克吉创办了手抄的雜誌《Bikash》，他的最初的作品就在上面发表。當他的詩在知名雜誌《Malancha》上發表后，他被当时的校长警告，擔心伯拉伊贾德的文學作品會破壞他的教育。因此，伯拉伊贾德开始用筆名蓬夫尔来掩人耳目。他在1918年通過了預科考試，並完成他在Hazaribag學院的研究。然後，他被加爾各答醫學院和醫院录用。在此期間，他娶了Lilavati，就讀於加爾各答的Bethune學院。但当他还没完成醫學教育时，就被政府命令调到巴特那醫學院和醫院。在這裡，他念完醫學科目并成为一名醫生。指挥他曾擔任Azimgaunge醫院的醫生。他練在Bhagalpur实习了病理学。1968年，他賣掉他在Bhagalpur的房子，在加爾各答盐湖定居。1975年获“荷花”桂冠奖。1979年2月9日逝世。

## 创作
蓬夫尔主要以极短的短篇故事知名，这些小说往往以科学的态度来剖析人生。其写作生涯長達六十五年，写有數以千計的詩歌，586篇短篇小說，60部长篇小說，5部戏劇，一部独幕剧，一部名为《落后》的自传，和許多散文。
其主要作品包括短篇集《草木卷》(1935)、《瞬间》(1937)、《咒语的迷惑》(1938)、《夜》(1941)、《他与我》(1942)、《向前》(4卷，1943—1945)、《北斗七星》(1945)、《翅膀》(1948—1955)、《新的地平线》（2卷，1949）等，诗集《讽刺诗歌集》(1928)，戏剧《莫图叔顿先生》(1939)、《比达沙格尔》(1942)等等。